# Пехотный полк «Жозеф-Наполеон»
Пехотный полк «Жозеф-Наполеон» (фр. Régiment Joseph Napoléon) — существовавший в 1809—1813 годах пехотный полк армии наполеоновской Франции, военнослужащими которого были испанцы.

## История
Полк, названный в честь короля Испании Жозефа Бонапарта, брата Наполеона Бонапарта, был образован декретом Наполеона от 13 ноября 1809 года и окончательно сформирован в Авиньоне к 21 ноября 1810 года. 
Он был укомплектован испанскими военнопленными из состава испанского вспомогательного корпуса генерала маркиза П. де Ла Романы. Этот корпус союзной наполеоновской Франции Испании в 1808 году был расположен в Дании, также союзной наполеоновской Франции. Однако после того как 2 мая 1808 года произошло антифранцузское восстание в Мадриде, большая часть испанского корпуса, по договорённости с британцами была перевезена на британских кораблях в Испанию, чтобы там сражаться против французов. 
При этом Астурийский и Гвадалахарский пехотные полки, которые не смогли отправиться в Испанию, 31 июля 1808 года подняли мятеж на острове Зеландия, но были разоружены датчанами, а затем их солдаты были отправлены как военнопленные во Францию. Кавалерийский полк Альгарве, стоявший в Гамбурге, был разоружён французами. Полк «Жозеф-Наполеон» был укомплектован солдатами именно этих испанских частей. При этом многие испанские пленные вступили в этот полк, надеясь попасть вместе с ним на родину и там дезертировать.
Полк «Жозеф-Наполеон» был сформирован по образцу французской линейной пехоты и состоял из пяти батальонов, из которых первые четыре, действующие, имели по 6 рот (гренадерская, вольтижерская и 1-4 фузилерные), а 5-й, запасной,— 4 фузилерные роты. Кроме того, в начале 1812 года были сформированы 2 полковые артиллерийские роты. В каждой из них полагалось иметь две 3-фунтовые пушки, которых роты, по-видимому, не получили. 
Первым командиром полка (до 12 декабря 1811 года) был испанский генерал X. де Кинделан, присягнувший королю Жозефу. С 31 января 1812 года командиром был назначен французский полковник барон Ж.-Б. де Чюди (бывший роялист-эмигрант). Майор (начальник депо и командир 5-го батальона), 2-й майор (введенный в полку с 1811 году), 2 старших адъютанта, квартирмейстер и 28 унтер-офицеров (по одному за роту) были французами из разных французских пехотных полков. Все команды, кроме «кто идет?», отдавались в полку на испанском языке.
В первые годы своего существования полк использовался преимущественно на строительстве укреплений и дорожных работах. 
Во время вторжения Наполеона в Россию 2-й и 3-й батальоны полка были включены во 2-ю пехотную дивизию (дивизионного генерала графа Л. Фриана) 1-го корпуса маршала Л.-Н. Даву, а 1-й и 4-й батальоны полка были включены в 14-ю пехотную дивизию (дивизионного генерала графа Ж.-Б. Бруссье) 4-го корпуса вице-короля Италии принца Евгения-Наполеона Богарнэ.
В составе этих французских дивизий батальоны полка сражались  под Смоленском, при Бородине, под Красным.
Полк потерял в походе в Россию 96% своего состава. Испанцы дезертировали из полка с самого начала похода. Французский капитан Ж.-Р. Куанье вспоминал, что на переходе от Вильны к Витебску ему было поручено доставить 700 человек, отставших от своих частей, из которых 133 были солдатами испанского полка. Ночью испанцы попытались сбежать, стреляли в преследовавшего их Куанье, но были схвачены и обезоружены, после чего по жребию 62 из них были расстреляны. Некоторые пленные и перебежчики из полка позже сражались против французов в составе различных российских воинских частей.
В начале 1813 года из испанских пленных в Царском Селе был сформирован двухбатальонный полк испанской армии короля Фердинанда VII, названный «Императорским Александра» (Imperial Alexandro). Летом 1813 года этот полк на британских кораблях перевезли из Кронштадта в Испанию. Однако вернувшийся из Франции в 1814 году король Фердинанд VII выпустил декрет, по которому все ранее признавшие власть Жозефа Бонапарта подлежали пожизненному изгнанию из Испании. Поэтому Александровский полк подлежал расформированию, а все офицеры выше звания лейтенанта — высылке. Однако благодаря вмешательству российского посла в отношении командира полка подполковника О’Доннелла и других офицеров сделали исключение. Полк был восстановлен и стал регулярной воинской частью испанской армии. Название Александровского он носил до 1823 года. 
А возвратившиеся из похода в Россию испанцы, запасной батальон и пополнение из испанских военнопленных, находившихся во Франции, в 1813 г. составили два новых действующих батальона полка «Жозеф-Наполеон» французской армии.
1-й батальон этого полка, состоявший в 21-й пехотной дивизии, участвовал в сражениях при Лютцене, Бауцене, Дрездене, Лейпциге, при Ханау.
2-й батальон этого полка с 15 сентября 1813 по 16 мая 1814 находился в гарнизоне Магдебурга, сдавшемся уже после отречения Наполеона.
24 декабря 1813 года полк «Жозеф-Наполеон» был расформирован, а из его личного состава был создан новый «полк испанских пионеров». Этот полк был расформирован в августе 1814 года, а его бывшие офицеры получили статус беженцев. 
Многие бывшие офицеры и солдаты полка «Жозеф-Наполеон», оставшиеся во Франции, продолжили службу в рядах Иностранного колониального полка, сформированного в начале 1815 года из испанцев и португальцев и переименованного в период Ста дней в 6-й иностранный полк. После второй реставрации Бурбонов все иностранные пехотные полки французской армии были  реорганизованы в один Королевский иностранный легион трёхбатальонного состава (с 1816 — Легион Гогенлоэ), куда вошло и некоторое число испанцев из полка «Жозеф-Наполеон».